# Festival international du film des frères Manaki
Le festival des frères Manaki ou officiellement festival international du film des frères Manaki (en macédonien Интернационалниот Фестивал на Филмска Камера « Браќа Манаки », abrégé en ИФФК « Браќа Манаки ») se tient depuis 1979 à Bitola en Macédoine du Nord, généralement au mois d'octobre durant une semaine. Ce festival présente la particularité de récompenser le travail des directeurs de la photographie. Les prix décernés sont les Camera 300.
Le festival des frères Manaki a été fondé par l'Association macédonienne des professionnels du cinéma en 1979 et il remet des récompenses depuis 1983. Il est par ailleurs devenu un festival international en 1993 et fait partie de l'European Coordination of Film Festivals (ECFF) depuis 2002.
Le festival se déroule sous le patronage du président de la république de Macédoine du Nord et il est sponsorisé à la fois par le ministère de la culture et des mécènes privés comme l'opérateur téléphonique Vip.
Le festival doit son nom aux frères Manákis, pionniers du cinéma dans les Balkans, qui ont réalisé le premier film de la région à Bitola en 1905.

## Organisation
La majeure partie du festival est consacrée à la compétition Camera 300 qui concerne les longs-métrages récents originaires d'Europe et du reste du monde. Les directeurs de la photographie de ces films se disputent trois prix, les Golden, Silver et Bronze Camera 300, décernés par un jury de cinq membres.
Le festival propose également un programme non compétitif destiné aux nouveaux courts-métrages, ainsi qu'un programme pour les jeunes réalisateurs. Autour des prix et des projections, de nombreux ateliers, séminaires et tables rondes sont organisés.
Lors du festival, des prix Golden Camera 300 spéciaux sont également décernés à des personnalités marquantes du cinéma international. En 2012, ce sont Catherine Deneuve, Christian Berger et Luciano Tovoli qui ont reçu ces prix.

## Prix spécial(Special Award)
- 2006 : V pour Vendetta – Adrian Biddle

## Caméra 300 Or(Golden Camera 300)
- 1993 : Vilko Filac pour Arizona Dream
- 1994 : Gérard Simon pour Louis, enfant roi
- 1995 : Stefan Kullänger pour Sommaren
- 1996 : Masao Nakabori pour Maborosi
- 1997 : Sergei Astakhov pour Le Frère (Брат, Brat)
- 1998 : Walter Carvalho pour Central do Brasil
- 1999 : Jacek Petrycki pour Aller vers le soleil
- 2000 : Andreas Höfer pour Les Trois Vies de Rita Vogt
- 2001 : Ryszard Lenczewski pour Transit Palace
- 2002 : Walter Carvalho pour À la gauche du père
- 2003 : Christopher Doyle pour Hero et Barry Ackroyd pour Sweet Sixteen
- 2004 : Rainer Klausmann pour Head-On
- 2005 : Shu Yang pour Kong que
- 2006 : Stéphane Fontaine pour De battre mon cœur s'est arrêté
- 2007 : Dragan Markovic pour Zivi i mrtvi et Jaromir Sofr pour Moi qui ai servi le roi d'Angleterre
- 2008 : Rodrigo Prieto pour Lust, Caution
- 2009 : Natasha Braier pour Fausta
  - Un prophète – Stéphane Fontaine
- 2010 : Marin Gschlacht pour Femmes sans hommes
- 2011 : Fred Kelemen pour Le Cheval de Turin
- 2012 : Jolanta Dylewska pour In Darkness
- 2013 : Kiko de la Rika pour Blancanieves
- 2014 : Valentyn Vasyanovych  pour The Tribe
- 2015 : Mátyás Erdély pour Le Fils de Saul
- 2016 : Jani-Petteri Passi pour Olli Mäki
- 2017 : Marcell Rév pour La Lune de Jupiter
- 2018 : Hong Kyeong-pyo pour Burning
- 2019 : Hélène Louvart pour La vie invisible d'Eurídice Gusmão[1]

## Caméra 300 Argent(Silver Camera 300)
- 2011 : Mikhaïl Kritchman pour Le Dernier Voyage de Tanya
- 2012 : Alisher Khamidkhadjaev pour Vivre
- 2013 : Virginie Saint-Martin pour Tango libre
- 2014 : Ryszard Lenczewski pour Ida
- 2015 : Adam Arkapaw pour Macbeth
- 2016 : Ruben Impens pour Belgica
- 2017 : Reiner Klausmann pour In the Fade
- 2018 : Eric Gautier pour Les Éternels
- 2019 : Dong Jingsong pour Le Lac aux oies sauvages

## Caméra 300 Bronze(Bronze Camera 300)
- 2009 : Un prophète – Stéphane Fontaine

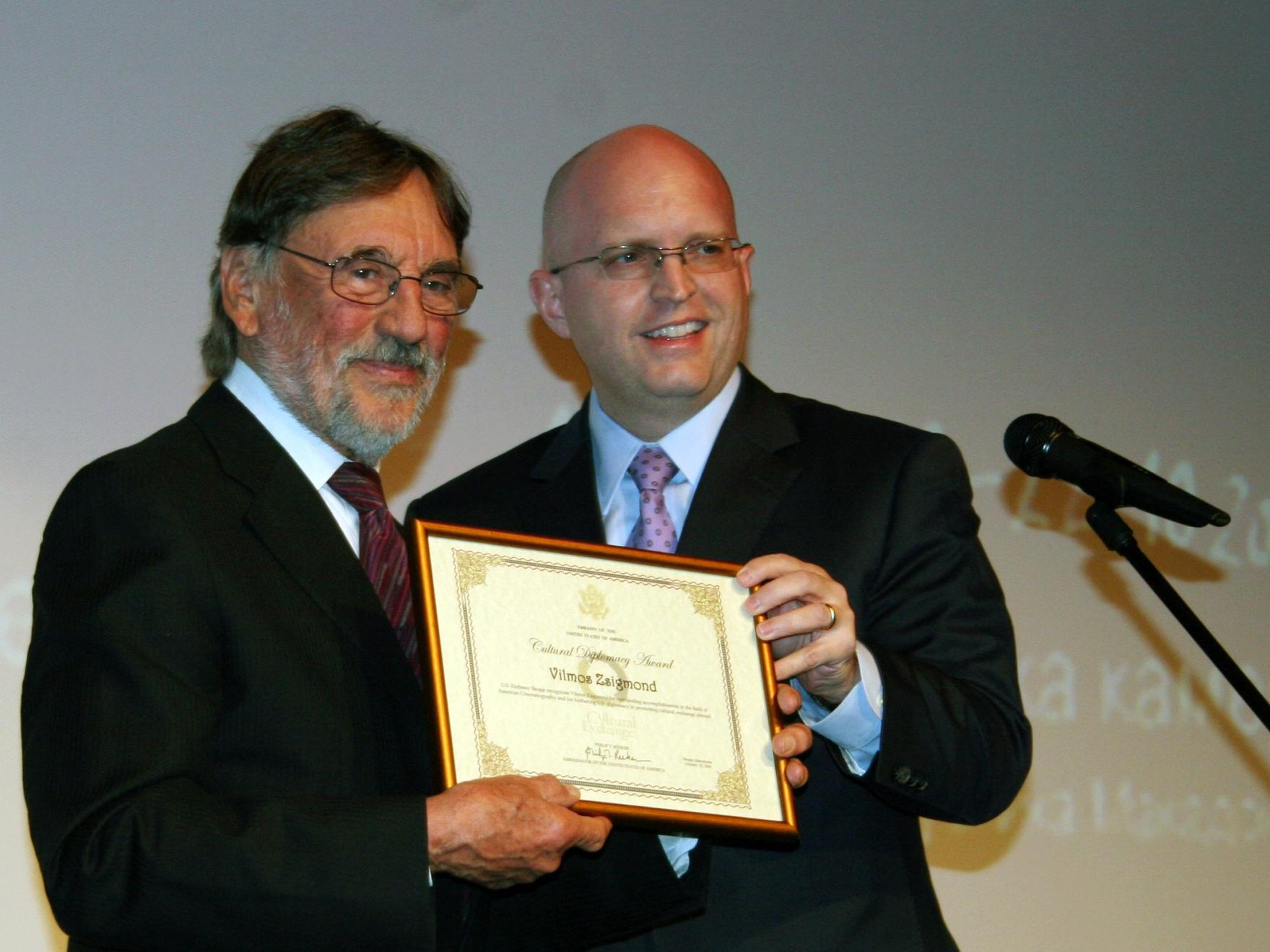
Vilmos Zsigmond reçoit un diplôme lors du Festival Manaki de 2010
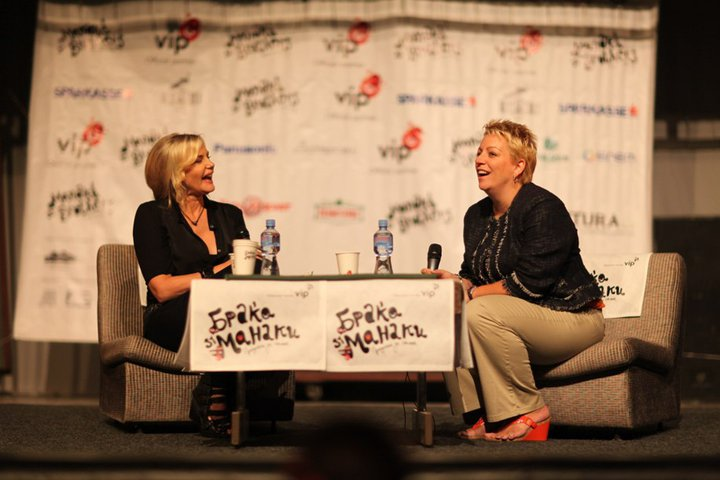
Daryl Hannah lors du Festival Manaki de 2010
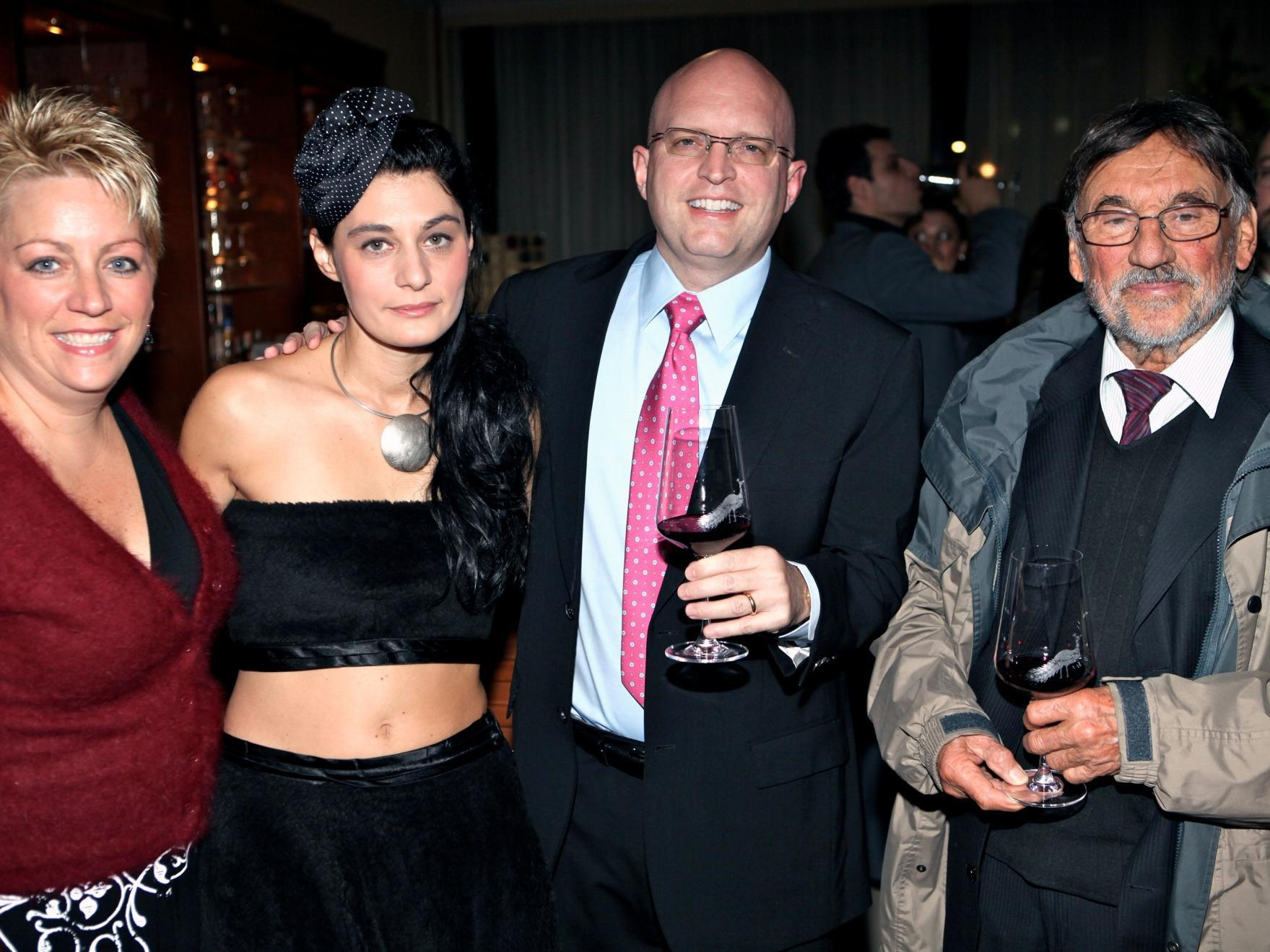
Labina Mitevska et Vilmos Zsigmond en 2010